# Xinle, Heilongjiang
Xinle (kinesiska: 新乐, 新乐乡) är en socken i Kina. Den ligger i provinsen Heilongjiang, i den nordöstra delen av landet, omkring 490 kilometer öster om provinshuvudstaden Harbin. Antalet invånare är 7 383. Befolkningen består av 3 574 kvinnor och 3 809 män. Barn under 15 år utgör 14,0 %, vuxna 15-64 år 76 %, och äldre över 65 år 9,0 %.
Genomsnittlig årsnederbörd är 875 millimeter. Den regnigaste månaden är juli, med i genomsnitt 180 mm nederbörd, och den torraste är januari, med 8 mm nederbörd.